# 胡啓先
胡啓先（生卒年不詳），江西吉安安福县人，明朝政治人物、進士出身。

## 生平
永樂四年（1406年）丙戌科進士。后選為翰林院庶吉士。